# Брауншвейзький трамвай
52°15′45″ пн. ш. 10°31′34″ сх. д. / 52.2625° пн. ш. 10.5261° сх. д.
Брауншвейзький трамвай (нім. Straßenbahn Braunschweig) — трамвайна мережа у Брауншвейзі, Нижня Саксонія, Німеччина.
Мережа, відкрита в 1879 році, управляється Braunschweiger Verkehrs-AG, і інтегрована в Verkehrsverbund Region Braunschweig (VRB).

## Лінії
| №  | Кінцеві станції                     | Маршрут | Примітки                                                                                  |
| -- | ----------------------------------- | --- | ----------------------------------------------------------------------------------------- |
| 1  | Штекгайм – Венден                   | Штекгайм – Мельфероде – (Гайдберг) – Брауншвейг-Головний – Ратаус – Гамбургер-штрасе – Штадіон – Рюме - Венден                             |                                                                                           |
| 2  | Гайдберг – Зігфрідфіртель           | Гайдберг - Брауншвейг-Головний/Лейзевіцштрассе - ратуша - Гамбургерштрассе - Зігфрідфіртель                                                | У годину пік через Лейзевіцштрассе; ввечері, у неділю та свята через Брауншвейг-Головний. |
| 3  | Вестштадт-Везерштрасе – Фолькмароде | Вестштадт-Везерштрасе – Донаукнотен – Циріаксрінг – Европаплац – Фридрих Вільгельм-штрасе – Ратаус – Гагенмаркт - Глісмароде - Фолькмароде |                                                                                           |
| 4  | Гельмштедтер-штрасе – Радеклінт     | Гельмштедтер-штрасе – Ам-Магнітор – Ратаус – Радеклінт                                                                                     |                                                                                           |
| 5  | Бройтцем – Брауншвейг-Головний      | Бройтцем – Вестштадт-Донаукнотен – Циріаксринг – Європаплац – Фридрих Вільгельм-штрасе – Шлосс – Ам-Магнітор – Брауншвейг-Головний         |                                                                                           |
| 10 | Брауншвейг-Головний - Рюме          | Брауншвейг-Головний – Ратаус – Гамбургер-штрасе – Штадіон – Рюме                                                                           | Понеділок - п'ятниця приблизно з 06:00 до 19:00                                           |

## Рухомий склад
- GT6 Mannheim. У 1977 році компанія Alstom Transport Deutschland[en] поставила п'ять шестивісних зчленованих трамваїв типу GT6 Mannheim[de]. Вони з'єднані з відповідними чотиривісними причепами , поставленими того ж року. Дві одиниці ще в експлуатації.
- GT6 Braunschweig. У 1981 році компанія LHB поставила вісім шестивісних зчленованих трамваїв типу GT6 Braunschweig[de]. Вони з'єднані з відповідними чотиривісними причепами , поставленими того ж року. Є ще дві вагони в запасі.
- GT6S. У 1995 році AEG і LHB поставили 12 шестивісних низькопідлогових трамваїв типу AEG. У використанні ще перебувають 11 вагонів.
- NGT8D У 2007 році компанія Alstom-LHB поставила 12 восьмивісних низькопідлогових трамваїв типу NGT8D. У використанні ще 10 вагонів.
- GT8S У 2014 році Solaris поставив 18, а в 2019 Stadler 7 восьмивісних низькопідлогових трамваїв типу Tramino. У використанні залишаються 24 вагони.